# Steve Douglas (musicus)
Steve Douglas, geboren als Steven Douglas Kreisman, (Hollywood, 24 september 1938 - Los Angeles, 19 april 1993) was een Amerikaanse rocksaxofonist.

## Jeugd
Douglas besloot aan het begin van de jaren 1950 tenorsaxofoon te gaan leren, nadat hij Pachuco Hop van Chuck Higgins had gehoord. Na een korte periode bij de marine begon hij te spelen in de begeleidingsband van Duane Eddy. Een jaar later richtte hij zijn eigen band op, waarin Phil Spector zong en gitaar speelde.

## Carrière
Toen Spector tijdens de jaren 1960 naar New York verhuisde om producent te worden, contracteerde hij Douglas, zodat deze op enkele opnamen van The Crystals en The Ronettes speelde. Douglas keerde later terug naar Los Angeles, maar speelde in elk geval later nog voor Spector op diverse opnamen. Naast tenorsaxofoon, leerde hij ook baritonsaxofoon, dwarsfluit en percussie.
Toen Spector in 1966 minder dan voorheen ging produceren, kreeg Douglas telefoontjes van verschillende bands van de westkust. Douglas is te horen op albums van The Beach Boys en Jan & Dean. Ook begeleidde hij The Ventures bij Walk Don't Run en The Routers bij Let's Go (Pony). Twee jaar werkte hij bovendien als labelmanager in de single-afdeling van Capitol Records, waar hij onder andere Bobby Darin produceerde.
Wegens gezondheidsklachten kon hij aan het begin van de jaren 1970 niet meer zoveel jobs aannemen. Hij begon nu ook soloalbums te publiceren. Een daarvan, The Music of Cheops, nam hij in de koningskamer van de piramide van Cheops op. Verder speelde Douglas tijdens de jaren 1970 en 1980 bij producties van Bob Dylan, Ry Cooder, de Ramones, Mink DeVille en Mickey Hart.

## Overlijden
Steve Douglas overleed op 19 april 1993 op 54-jarige leeftijd aan de gevolgen van asystolie, toen hij zich voorbereidde voor een sessie met Ry Cooder. Hij werd in 2003 postuum opgenomen in de Rock and Roll Hall of Fame in de categorie Sidemen.

## Discografie (albums)

### Solo
- 1962: Twist with Steve Douglas and the Rebels (Crown)
- 1962: Popeye - Twist - Stomp (Crown), met The Rebel Rousers
- 1969: Reflections in a Golden Horn (Mercury Records)
- 1976: The Music of Cheops (Cheops)
- 1981: Rainbow Suite (Bel Tree)
- 1982: Hot Sax (Fantasy)
- 1984: King Cobra (Fantasy)
- 1992: Beyond Broadway (EssDee)

### Als sessie-muzikant
- 1958: Duane Eddy: Have 'Twangy' Guitar, Will Travel
- 1963: Phil Spector: A Christmas Gift for You from Phil Spector
- 1963: Jan & Dean: Surf City and Other Swingin' Cities
- 1966: The Beach Boys: Pet Sounds
- 1973: Bob Dylan: Dylan
- 1974: Kinky Friedman: Kinky Friedman
- 1975: David Cassidy: The Higher They Climb, the Harder They Fall
- 1975: Keith Moon: Two Sides of the Moon
- 1976: The Beach Boys: 15 Big Ones
- 1976: David Cassidy: Home Is Where the Heart Is...
- 1976: Dion: Streetheart
- 1976: Leon & Mary Russell: Wedding Album
- 1976: The Tubes: Young & Rich
- 1977: Bette Midler: Broken Blossom
- 1977: Mink DeVille: Cabretta
- 1977: Leonard Cohen: Death of a Ladies' Man
- 1977: Michelle Phillips: Victim of Romance
- 1978: Mink DeVille: Return to Magenta
- 1978: Bob Dylan: Street Legal
- 1978: Bob Dylan: At Budokan
- 1979: Sammy Hagar: Street Machine
- 1980: Mink DeVille: Le Chat Bleu
- 1980: Ramones: End of the Century
- 1980: Moon Martin: Street Fever
- 1981: Bob Dylan: Shot of Love
- 1983: Albert King: San Francisco '83
- 1984: Albert King: I'm in a Phone Booth, Baby
- 1984: Steve Perry: Street Talk
- 1985: Ry Cooder: Alamo Bay
- 1986: Bob Dylan: Knocked Out Loaded
- 1987: Ry Cooder: Get Rhythm
- 1987: The Replacements: Pleased to Meet Me

## Invloeden
- Chuck Higgins
- Big Jay McNeely
- Sam 'The Man' Taylor
- Joe Houston

- Bibsys: 7074588
- Bibliothèque nationale de France: cb139668648 (data)
- Gemeinsame Normdatei: 134361660
- International Standard Name Identifier: 0000 0000 7984 2470
- Library of Congress Control Number: no2005047835
- MusicBrainz: 53f24c2d-76d5-4b2c-ba82-f1830e9caf62
- Nationale Bibliotheek van Tsjechië: xx0103905
- Virtual International Authority File: 14965623
- WorldCat: E39PBJgmJyy46JdwkgyXV8Jbh3